# Taya Valkyrie
Pour les articles homonymes, voir Forster et Valkyrie (homonymie).
 (juillet 2021).
Kira Renee Forster (née le 22 octobre 1983 à Victoria (Colombie-Britannique)) est une catcheuse (lutteuse professionnelle) canadienne. Elle travaille actuellement à la All Elite Wrestling, sous le nom de Taya Valkyrie.
Avec 377 jours, elle est la championne féminine des Knockout au plus long règne de l'histoire du titre de Impact Wrestling.
Elle s'entraîne auprès de Lance Storm et commence sa carrière au Canada en 2010. Un an plus tard, elle signe un contrat avec la World Wrestling Entertainment mais n'y reste que quelques semaines. En 2012, elle part au Mexique où elle travaille à la Lucha Libre AAA Worldwide (AAA) et remporte à deux reprises le championnat Reina de Reinas de la AAA. En plus de cela, elle lutte aussi à partir de 2016 à la Lucha Underground, une fédération de catch américaine créé par la AAA.

## Jeunesse
Kira Forster pratique la danse dans l'espoir de devenir ballerine au Royal Winnipeg Ballet et étudie à l'université de Calgary,. Elle participe aussi à des concours de body fitness. Elle commence par participer à des concours de l'Alberta Bodybuilding Association et remporte le Northern Alberta Championship dans la catégorie des grandes en 2008. L'année suivante, elle remporte le Canadian National Figure & Fitness Championship organisé par la Canadian Bodybuilding Federation. Elle se classe deuxième de l'Arnold Classic amateur en 2010 dans la catégorie des grandes.

## Carrière de catcheuse

### Débuts (2010-2011)
Kira Forster s'entraîne à l'école de catch de Lance Storm. Au cours de sa formation, elle apparaît dans World of Hurt, une série de documentaire où Roddy Piper entraîne un groupe de catcheurs. Elle fait ses premiers combats fin 2010 au Canada sous le nom de Taya Valkyrie puis signe un contrat avec la World Wrestling Entertainment début octobre 2011,. Elle n'y reste que pendant quelques semaines et ne participe à aucun spectacle que ce soit à la WWE ou à la Florida Championship Wrestling, le club-école de la WWE.

### Mexique etLucha Libre AAA Worldwide(2012-2017)

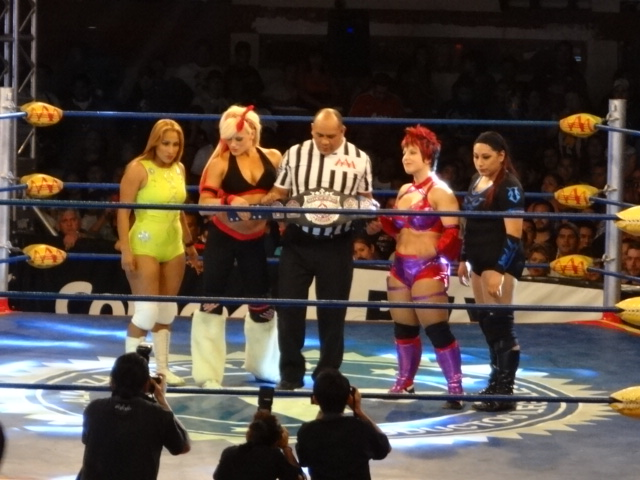
Faby Apache, Taya Valkyrie, LuFisto et Mari Apache en 2013.

En 2012, elle part au Mexique et lutte tout d'abord pour Los Perros del Mal, une fédération de catch appartenant à Perro Aguayo Jr.. Elle compte alors faire juste un bref passage avant de retourner au Canada mais Perro Aguayo parvient à la convaincre de rester au Mexique.
Elle commence à lutter pour la Lucha Libre AAA Worldwide (AAA) pour l'enregistrement de AAA Fusión du 7 novembre 2012 pour remplacer Sexy Lady. Ce jour-là, elle fait équipe avec Gran Apache (es) et Mari Apache (en) et ils battent Cuervo, Faby Apache (en) et Lolita.
En février 2013, Sexy Star qui est la championne Reina de Reinas de la AAA rend son titre et la AAA décide d'organiser un tournoi afin de désigner la nouvelle championne,. Valkyrie se qualifie pour la finale de ce tournoi en éliminant Jennifer Blake le 1er mars. La finale a lieu le 17 mars à Rey de Reyes où elle affronte LuFisto, Mari Apache (en) et Faby Apache (en) où Faby Apache remporte ce titre.
En 2014, elle est la rivale de Faby Apache (en) et déclare dans une interview qu'une femme laide ne peut pas être championne Reina de Reinas de la AAA. Elles s'affrontent le 17 août à Triplemania XXII où Valkyrie parvient à vaincre sa rivale et est la première non mexicaine à détenir ce titre,. Au cours de ce combat, elle se casse le nez et a les deux yeux au beurre noir. Elle défend pour la première fois son titre le 12 septembre à l'Independencia Total, une petite fédération de l'État de Veracruz, dans un match à élimination face à Cachorra Flores, Faby Apache, Karina Duval, Muneca Sarcasmo et Princesa Metalica. En fin d'année, la AAA demande aux fans de choisir la catcheuse de l'année de la fédération et la désigne.
Le 16 septembre 2015, la AAA annonce que Taya va défendre son titre à Héroes Inmortales IX le 4 octobre face à Goya Kong (en), La Hiedra et deux autres catcheuses. Le 4 octobre à Héroes Inmortales IX, Valkyrie conserve son tire face à Goya Kong, La Hiedra, Lady Shani (en) et Lady Maravilla (en). En fin d'année, les fan de la AAA la désigne comme étant la catcheuse de l'année de cette fédération pour la seconde année consécutive.
Début 2016, Valkyrie fait équipe avec Daga et ils deviennent challenger pour le championnat du monde par équipes mixte de la AAA (en) après leur victoire face à Bengala (en) et Faby Apache (en) ainsi qu'El Hijo de Pirata Morgan (en) et Lady Shani (en) le 6 février. Ce match de championnat a lieu le 19 où ils ne parviennent pas à vaincre Pentagón Jr. dans un match à handicap. En mai, la AAA annonce l'organisation du tournoi par équipe Lucha Libre Victoria World Cup Femenil et Valkyrie intègre l'équipe du Canada avec Allie et KC Spinelli,. Elles se font éliminer en demi finale par l'équipe du Japon (Aja Kong, Natsu Sumire et Yuki Miyazaki) le 3 juin. Deux jours plus tard, elles battent l'équipe des États-Unis (Cheerleader Melissa, Santana Garrett et Sienna) dans un match pour la troisième place.
Le 22 février 2017, la AAA annonce que Valkyrie va défendre son titre le 19 mars à Rey de Reyes face à la gagnante d'un match opposant six catcheuses prévu plus tôt dans ce spectacle. Le 19 mars à Rey de Reyes, elle se retrouve face à Ayako Hamada qui met fin à son règne. Valkyrie récupère ce titre le 21 avril durant l'enregistrement de AAA Sin Limite. Fin juin, Valkyrie est aux États-Unis et la AAA lui demande d'envoyer sa ceinture pour une séance photo. C'est son fiancé Johnny Mundo qui l'amène puisqu'il doit aller au Mexique et lors d'enregistrement de AAA Sin Limite, Vampiro annonce que le titre est vacant. Valkyrie est furieuse et décide de ne plus travailler pour la AAA.

### LuchaUnderground(2016-2018)
Taya Valkyrie apparaît la première fois à la Lucha Underground le 24 février 2016 aux côtés de Johnny Mundo.

### Global Force Wrestling / Impact Wrestling(2017-2021)
Fin août 2017, la Global Force Wrestling (GFW puis Impact Wrestling à partir d'octobre) diffuse des vidéos annonçant l'arrivée prochaine de Taya Valkyrie. Elle débute à Impact Wrestling le 14 septembre où elle remporte rapidement un match face à Amber Nova.

#### Impact Knockouts Championship (2019-2021)
Le 6 janvier 2019 lors de Impact Wrestling Homecoming, elle bat Tessa Blanchard et remporte le Impact Knockouts Championship après que Gail Kim qui était l'arbitre du match ait attaquée Blanchard. Plus tard dans la soirée, elle est attaquée par Killer Kross qui lui porte un powerbomb.
Elle fait son retour à Impact le 25 janvier en battant Keyra. Le 15 février lors de Uncaged, elle conserve son titre en battant Tessa Blanchard au cours d'un Street Fight.
Le 15 mars à Impact, Johnny Impact attaque Brian Cage avec l'aide de sa femme ; Taya Valkyrie et ensemble, ils effectuent un heel turn. Le 4 avril lors de United We Stand, Taya conserve son titre en battant Jordynne Grace, Rosemary et Katie Forbes au cours d'un 4-Way match. Le 12 avril à Impact, Taya et Johnny Impact battent Brian Cage et Jordynne Grace grâce à une attaque de l'arbitre du match (Johnny Bravo) sur Brian Cage. Après le match, Taya et Johnny attaquent Cage.
Le 28 avril lors de Rebellion, Taya conserve son titre en battant Jordynne Grace. Le 10 mai à Impact, Taya perd par soumission contre Madison Rayne. Le 24 mai, elle bat Raye et conserve son titre. Après le match, elle est confrontée par Rosemary.
Le 7 juin à Impact, elle perd par disqualification contre Rosemary après que les deux femmes se soient faites attaquer par Jessicka Havok.Le 7 juillet à Slammiversary XVII, elle conserve son titre en battant Su Yung, Havok et Rosemary dans un Monster Ball Match. Le 12 janvier 2020 lors de Impact Hard to Kill, elle conserve son titre lors d'un triple threat match en battant ODB et Jordynne Grace.
Le 11 février à Impact, elle perd son titre contre Jordynne Grace, mettant fin à son long règne de 377 jours. Le 19 juillet lors de Slammiversary XVIII, elle perd une bataille royale au profit de Kylie Rae et ne devient pas première aspirante au titre des Knockouts.
En janvier 2021, elle quitte Impact Wrestling après l'expiration de son contrat.

### World Wrestling Entertainment (2021)

#### NXT et départ (2021)
Le 14 février 2021, le site internet Pwinsider annonce que Forster a signé un contrat avec la World Wrestling Entertainment.
Le 13 avril 2021, elle fait ses débuts à NXT, sous le nom de Franky Monet après avoir teasé son arrivée pendant 3 semaines. Elle confronte la championne féminine de NXT Raquel González, laissant comprendre qu'elle a des vues sur son titre. Le 25 mai à NXT, elle fait ses débuts en battant Cora Jade.
Le 4 novembre 2021, elle est renvoyée par la WWE.

### Second retour à la Lucha Libre AAA Worldwide (2021-...)
Le 4 décembre 2021, elle fait son retour à la Lucha Libre AAA Worldwide en défiant Deonna Purrazzo pour le AAA Reina de Reinas Championship.

### Retour à Impact Wrestling (2022-2023)
Le 1er avril 2022, lors de Multiverse of Matches, elle fait son retour à Impact Wrestling en défiant Deonna Purrazzo pour le AAA Reina de Reinas Championship, les deux femmes s'affronteront à Rebellion, le 23 avril. Lors de Rebellion, elle gagne contre  Deonna Purrazzo pour remporter le AAA Reina de Reinas Championship pour la 4ème fois.

### Major League Wrestling(2022-...)
Le 2 mai 2022, la Major League Wrestling (MLW) annonce que Taya Valkyrie va affronter Holidead (en) le 13 mai prochain dans un match pour désigner la première championne du monde féminine des poids plumes de la MLW. Elle remporte ce titre puis elle le défend avec succès à trois reprises courant 2022, d'abord le 3 septembre durant The Wrestling Showcase face à Chelsea Green et Deonna Purrazzo puis le 24 novembre face à Brittany Blake et enfin le 22 décembre face à Lady Flammer,,,.

### All Elite Wrestling (2023-...)
Le 15 mars 2023 à Dynamite, elle fait ses débuts à la All Elite Wrestling en confrontant la championne TBS de la AEW, Jade Cargill. Le jour même, elle signe officiellement avec la compagnie. Deux soirs plus tard à Rampage, elle dispute son premier match en battant Ava Lawless.
Le 28 mai à Double or Nothing, elle ne remporte pas le titre TBS de la EW, battue par Jade Cargill.

## Vie privée
Kira Forster est en couple depuis 2016 avec le catcheur John Hennigan connu sous le nom de John Morrison. Hennigan la demande en mariage en juin 2017 et ils se marient le 1er juin 2018,.

## Palmarès

### En body fitness
- Alberta Bodybuilding Association
  -  au Northern Alberta Championship dans la catégorie des grandes en 2008[5]
- Arnold Classic
  -  dans la catégorie des grandes en 2010[7]
- Canadian Bodybuilding Federation
  -  au Canadian National Figure & Fitness Championship en 2009[6]

### En catch
- Dramatic Dream Team
  - 1 fois championne Ironman Heavymetalweight[62]

- Future Stars of Wrestling
  - 1 fois FSW Women's Champion

- Heavy on Wrestling
  - 1 fois Heavy on Wrestling Women's Champion

- Impact ! Wrestling
  - 1 fois Championne des Knockouts de Impact (plus long règne)[63]
  - 2 fois Championne par équipe des Knockouts de Impact avec Rosemary (1) et Jessicka (1)
  - Impact Year End Awards :
    - Knockout of the Year (2019)

- Ironfist Wrestling
  - 1 fois Ironfist Women's Champion

- Lucha Libre AAA Worldwide
  - 3 fois championne Reina de Reinas de la AAA[64]
  - Lucha Capital (2018 Women's)
  - Catcheuse de l'année 2014 et 2015

- Major League Wrestling
  - 1 fois MLW World Women's Featherweight Championne

- Xtreme Pro Wrestling
  - 1 fois XPW Women's Championship
  - XPW Women's Championship tournament (2022)

- World Series Wrestling
  - 1 fois WSW Women's Champion

## Récompenses des magazines
- Pro Wrestling Illustrated

| Année | 2018 | 2019 | 2020 | 2021 | 2022 | 2023 | 2024 |
| ----- | ---- | ---- | ---- | ---- | ---- | ---- | ---- |
| Rang  | 36   | 15   | 17   | 126  | 10   | 26   | 137  |